# شلل القزحية
يحدث شلل القزحية (بالإنجليزية: Iridoplegia) بسبب شلل في عضلة القزحية الدائرية. عادةً يحدث الشلل بسبب إصابة مباشرة في محجر العين، مما قد يؤدي إلى ضعف في حدة الإبصار لفترة زمنية قصيرة.

## الأنواع
ينقسم شلل القزحية إلى ثلاثة أنواع:
1. شلل القزحية التكيفي: يحدث بسبب عدم تضيق حدقة العين أثناء عملية التكيف.
2. شلل القزحية الكامل: يحدث بسبب عدم استجابة القزحية لأي مؤثر بالكامل.
3. شلل القزحية الإنعكاسي: يحدث بسبب غياب المنعكس الضوئي، مع الحفاظ على المنعكس التكيفي (ويسمى أيضاً بحدقة أرغيل روبرتسون)

## علم أسباب المرض
تم الإبلاغ عن حدوث حالة شلل للقزحية تزامناً مع اعتلالات أخرى مثل متلازمة غيلان باريه.